# Elecciones federales de México de 2024 en Coahuila
Las elecciones federales en Coahuila de 2024 se llevaron a cabo el domingo 2 de junio de 2024, y en ellas se renovarán los siguientes cargos de elección popular:
- Presidente de la República: jefe de Estado y de gobierno de los Estados Unidos Mexicanos , electo para un periodo de seis años meses sin posibilidad de reelección, La candidata ganadora en el estado y elegida a nivel nacional fue Claudia Sheinbaum Pardo.
- 3 Senadores por Coahuila: Miembros de la cámara alta del Congreso de la Unión, (dos correspondientes a la mayoría relativa y uno otorgado a la primera minoría), electos de manera directa, por un periodo de seis años con posibilidad de reelección para el periodo inmediato, que comenzará el 1 de septiembre de 2024.[3]
- 8 diputados federales por Coahuila:[4] Miembros de la cámara baja del Congreso de la Unión que formarán parte, a partir del 1 de septiembre del 2024, de la LXVI Legislatura del Congreso de la Unión de México.

## Presidente
| Titular                     | Partido | Electo                  | Partido |
| --------------------------- | ------- | ----------------------- | ------- |
| Andrés Manuel López Obrador |         | Claudia Sheinbaum Pardo |         |

### Resultados
|  | 53.71 % |

|  | 38.84 % |

|  | 5.40 % |

|  | 0.07 % |

|  | 97.97 % |

|  | 1.95 % |

## Senadores
| Titular                  | Partido | Fórmula         | Electo                          | Partido |
| ------------------------ | ------- | --------------- | ------------------------------- | ------- |
| Reyes Flores Hurtado     |         | Primera Fórmula | Luis Fernando Salazar Fernández |         |
| Eva Galáz Caletti        |         | Segunda Fórmula | Cecilia Guadiana Mandujano      |         |
| Verónica Martínez García |         | Primera Minoría | Miguel Riquelme Solís           |         |

### Resultados
|  | 47.62 % |

|  | 46.14 % |

|  | 4.01 % |

|  | 0.03 % |

|  | 97.97 % |

|  | 2.17 % |

## Diputados
| Titular                       | Partido | Distrito | Electo                            | Partido |
| ----------------------------- | ------- | -------- | --------------------------------- | ------- |
| Brígido Moreno Hernández      |         | 1        | Brígido Moreno Hernández          |         |
| Javier Borrego Adame          |         | 2        | Javier Borrego Adame              |         |
| Cristina Amezcua González     |         | 3        | Theodoros Kalionchiz de la Fuente |         |
| Jericó Abramo Masso           |         | 4        | Jericó Abramo Masso               |         |
| José Antonio Gutiérrez Jardón |         | 5        | Guillermo Anaya Llamas            |         |
| Shamir Fernández Hernández    |         | 6        | Cintia Cuevas Sánchez             |         |
| Jaime Bueno Zertuche          |         | 7        | Antonio Castro Villarreal         |         |
|                               |         | 8        | Hilda Licerio Valdés              |         |

#### Resultados
|  | 6.34 % |

|  | 38.50 % |

|  | 1.83 % |

|  | 4.25 % |

|  | 4.65 % |

|  | 3.86 % |

|  | 38.30 % |

|  | 2.22 % |

|  | 100 % |

### Distrito 1: Piedras Negras
|  | 47.34 % |

|  | 46.84 % |

|  | 3.25 % |

|  | 0.02 % |

|  | 97.44 % |

|  | 2.53 % |

### Distrito 2: San Pedro
|  | 52.51 % |

|  | 42.14 % |

|  | 2.52 % |

|  | 0.03 % |

|  | 97.18 % |

|  | 2.77 % |

### Distrito 3: Monclova
|  | 48.99 % |

|  | 45.18 % |

|  | 3.53 % |

|  | 0.02 % |

|  | 97.72 % |

|  | 2.25 % |

### Distrito 4: Saltillo
|  | 52.27 % |

|  | 39.73 % |

|  | 6.08 % |

|  | 0.04 % |

|  | 98.09 % |

|  | 1.86 % |

### Distrito 5: Torreón
|  | 49.93 % |

|  | 45.27 % |

|  | 2.96 % |

|  | 0.03 % |

|  | 98.17 % |

|  | 1.78 % |

### Distrito 6: Torreón
|  | 49.00 % |

|  | 45.93 % |

|  | 3.18 % |

|  | 0.03 % |

|  | 98.11 % |

|  | 1.84 % |

### Distrito 7: Saltillo
|  | 48.64 % |

|  | 43.46 % |

|  | 5.83 % |

|  | 0.04 % |

|  | 97.94 % |

|  | 2.00 % |

### Distrito 8: Ramos Arizpe
|  | 51.82 % |

|  | 42.80 % |

|  | 2.98 % |

|  | 0.02 % |

|  | 97.61 % |

|  | 2.35 % |